# 36ª Avenida (línea Astoria)
La 36.ª Avenida es una estación en la línea Jamaica del Metro de Nueva York de la B del Brooklyn–Manhattan Transit Corporation y el Independent Subway System. La estación se encuentra localizada en Astoria, Queens entre la 36.ª Avenida y la Calle 31. La estación es servida en varios horarios por los trenes del Servicio  y .

## Enlaces externos

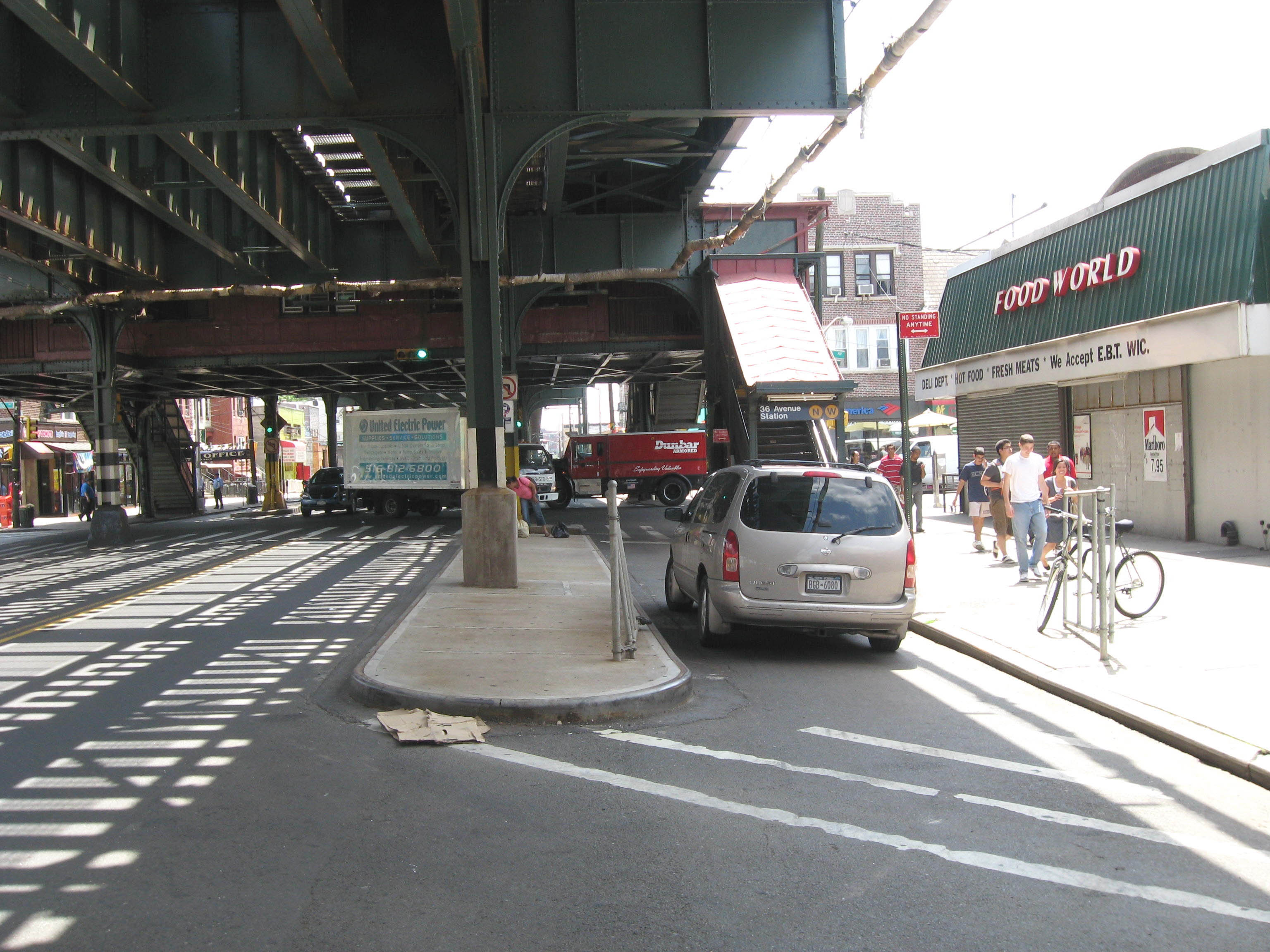
Escalera noroccidental.